# Warpath (album)
Warpath è il secondo album studio dei Six Feet Under pubblicato nel 1997 dalla Metal Blade Records.

## Tracce
1. War Is Coming – 3:15
2. Nonexistence – 3:34
3. A Journey Into Darkness – 2:17
4. Animal Instinct – 4:49
5. Death Or Glory (cover Holocaust) – 2:52
6. Burning Blood – 3:58
7. Manipulation – 2:51
8. 4:20 – 4:24
9. Revenge Of The Zombie – 2:50
10. As I Die – 3:54
11. Night Visions – 3:07
12. Caged And Disgraced – 3:34

## Formazione
- Chris Barnes - voce
- Allen West - chitarra
- Terry Butler - basso
- Greg Gall - batteria